# Ataque al fuerte de San Pedro
El Combate de San Pedro fue una batalla de la Patria Nueva chilena ocurrida en el marco de la llamada Guerra a Muerte, desarrollada el 29 de diciembre de 1819.
Lideraba la guerrilla realista Vicente Benavides, quien dispuso el ataque a este fuerte cercano a Concepción que en ese momento era defendido por Pedro Agustín Elizondo.
El ataque se desarrolló de mañana con una fuerza de 500 jinetes, 200 infantes, cuatro cañones y muchísimos indios.
La artillería del fuerte los obligó a desistir después de perder 14 soldados, entre los que se dice se encontraba el propio hermano de Benavides.